# Ale Medina GTM
Francisco Alejandro López Medina (n. 26 de octubre de 1995), conocido artísticamente como Ale Medina GTM, es un cantante, compositor y productor musical salvadoreño radicado en Estados Unidos. Es fundador del sello discográfico G-Traxx Musik y ha sido reconocido por su trayectoria en la música urbana latina, con un enfoque en la internacionalización del talento salvadoreño.

## Biografía
Ale Medina nació en El Salvador y emigró a Estados Unidos en 2006. Inició su carrera musical a temprana edad formando parte del dúo Javiel & JC, junto a Nelson Javier Rubio. El dúo alcanzó notoriedad en medios tanto en EE. UU. como en El Salvador, destacándose con canciones como "Tu Recuerdo" y "Vuelve", que acumularon más de 100,000 reproducciones en plataformas digitales.
Tras la disolución del dúo en 2011, Medina continuó su carrera como solista bajo el nombre de Ale Medina GTM, incursionando en géneros como el reguetón, hip-hop, R&B y música electrónica.

## Carrera musical
En 2013 lanzó los sencillos "Amiga" y "No Se De Ti", colaborando con DJ Maumix. En 2019, fue nominado en los Premios Latinos NCTV en Carolina del Norte como Artista Urbano del Año y Artista Revelación.
En 2021, publicó su primer álbum de estudio titulado HOY, que incluye siete canciones y tres colaboraciones, entre ellas "Que Quieres Hacer" junto a la cantante salvadoreña Liliana Flores. El álbum fue nominado ese mismo año como Mejor Álbum Urbano en los Premios Música503, los premios más importantes de El Salvador y actualmente de Centroamérica.
Además de ser nominado, Ale Medina ha sido jurado oficial en los Premios Música503 por dos años consecutivos.
En años posteriores, ha continuado publicando sencillos como "Tiempo", "Zig Zag", "Mil Años...", "Esta Soltera" y "Adicta", consolidando su estilo dentro del pop urbano moderno con influencias electrónicas y nostálgicas.

## Discografía

### Álbumes de estudio
- Las De Antes (2012)
- HOY (2021)

### Sencillos destacados
- "Tu Recuerdo" (2011)
- "Vuelve" (2011)
- "Amiga" (2013)
- "No Se De Ti" (2013)
- "Especial" (2019)
- "Que Quieres Hacer" (2020)
- "Voy Por Ti" (2021)
- "Supernova" (2021)
- "PRTY" (2021)
- "Te Quiero <3" (2021)
- "TIEMPO" (2022)
- "ESTA SOLTERA" (2022)
- "Pa' Gastar" (2022)
- "Zig Zag" (2022)
- "Under 92’" (2022)
- "ADICTA" (2023)
- "mil años..." (2025)

## G-Traxx Musik
En 2021, Ale Medina fundó el sello discográfico G-Traxx Musik junto al productor Lib Danel, con el objetivo de potenciar talentos emergentes salvadoreños y proyectar su música internacionalmente.
El sello ha recibido más de 27 nominaciones en certámenes como Premios Elemento y Música503. Entre sus principales reconocimientos destacan:
- Premio a Canción Electrónica del Año (2022 y 2024)
- Premio a Artista Revelación del Año (2021 y 2022)
- Premio a Artista Hip-Hop del Año (2021)

En 2024, el sello fue seleccionado para producir el himno oficial del club de fútbol Cabañas FC, campeón de la Liga Nacional de Fútbol de El Salvador.

## Estilo musical
El estilo musical de Ale Medina fusiona sonidos del reguetón clásico con el R&B moderno, trap latino y elementos electrónicos. Sus letras abordan temas como el amor, la nostalgia, la superación personal y la identidad.

## Reconocimientos
- Artista Revelación del Año – Premios Elemento7 (2021)
- Nominado a Artista Urbano del Año – Premios Latinos NCTV (2019)
- Nominado a Mejor Álbum Urbano – Premios Música503 (2021)
- Jurado oficial – Premios Música503 (2023, 2024)
- Reconocido en medios salvadoreños y estadounidenses por su proyección como artista independiente